# Eu Sou Mais Eu
Eu Sou Mais Eu é um filme brasileiro do gênero comédia. Foi dirigido por Pedro Amorim, com produção feita por Lara Guaranys, com roteiro de Angélica Lopes e L.G Bayão e estrelado por Kéfera Buchmann.
O lançamento ocorreu nos cinemas de todo o Brasil em 24 de janeiro de 2019.

## Sinopse
Camila Mendes (Kéfera Buchmann) é uma arrogante estrela da música pop, que só se importa com o lançamento da sua nova música "Eu Sou Mais Eu". Mas, misteriosamente, acorda em 2004, vê todo o sucesso que conquistou desaparecer. Agora ela vai precisar lidar novamente com os dramas da adolescência, o bullying da inimiga Drica (Giovanna Lancellotti), as provas e trabalhos da escola. Ela precisa convencer o seu melhor amigo, Cabeça (João Côrtes), que ela veio do futuro e que precisa da sua ajuda para voltar.

## Elenco
- Kéfera Buchmann como Camilla Mendes
- João Côrtes como Reinaldo (Cabeça)
- Giovanna Lancellotti como Adriana (Drica)
- Marcella Rica como Juliana
- André Lamoglia como Vitor
- Flávia Garrafa como Selma
- Arthur Kohl como Décio
- Felipe Titto como Rodrigo[4]

## Recepção

### Bilheteria
Apesar da grande divulgação de Kéfera, do elenco e de outras celebridades e influenciadores digitais, Eu Sou Mais Eu foi um fracasso comercial. Estreando em 516 salas e 442 cinemas em todo o país. Na semana de estréia ficou em décimo lugar nas bilheterias nacionais, arrecadando pouco mais de R$ 894 mil contra um orçamento de R$ 8 milhões. Na semana seguinte estima-se que o número de salas de cinema que exibiam o filme caiu para 200 em todo o país. Até o dia 3 de fevereiro foram vendidos somente cerca de 65 mil ingressos.

### Crítica
No agregador de críticas do AdoroCinema, o filme tem uma nota média de 2,3/5 calculada com base em 5 comentários da imprensa. Marina Galeano disse na Folha de S.Paulo que o "filme com Kéfera investe contra o bullying, mas peca em originalidade", já O Globo, o avaliou como "hipócrita".
No Papo de Cinema, Marcelo Müller disse que "o filme é incapaz de questionar o lugar da celebridade, a pressão que faz mulheres desdenharem umas das outras e, quiçá, sugere algo além do final feliz com todas as peças no devido lugar, em que uma suposta futilidade atrelada ao estilo musical é trocada pela 'seriedade' da 'arte, com direito à 'frustração' de ser crítico substituída pelo sucesso artístico, o que reforça um estereótipo bobo."
No Cinema com Rapadura, Denis Le Senechal Klimiuc disse que "é uma boa comédia de nostalgia, comandada com leveza pelo diretor e encabeçada por um elenco jovem e bastante dinâmico, tornando as cenas em grupo bastante críveis, ainda que possa levar o espectador às torturas que sofria na adolescência. Ao menos, aqui, o sofrimento não faz parte do filme."
No Omelete, Marcelo Hessel avaliou com nota 2/5, "regular", dizendo que "por mais que Eu Sou Mais Eu seja cheio de boas intenções nas suas mensagens e Kéfera inspire simpatia enquanto figura pública que se presta a despir-se na tela, a balança pesa mais para o lado da impessoalidade."